# Регбі-7 на Літній універсіаді 2019
Регбі-7 на літній Універсіаді 2019 — змагання з регбі-7 у рамках літньої Універсіади 2019 року, що проходили з 5 липня по 7 липня в італійському місті Неаполь, на території спортивного стадіону Rugby Ex-Nato. Були розіграні два комплекти нагород у чоловіків і у жінок.

## Історія
Турнір з регбі-7 на Універсіадах є факультативним. Цей вид програми вже вдруге стає частиною літньої Універсіади.

## Правила участі
Заходи з регбі-7 організовані у відповідності з останніми технічними правилами Міжнародної федерації.
У відповідності з Положенням FISU, спортсмени повинні відповідати таким вимогам для участі у Всесвітній універсіаді (стаття 5.2.1):
- До змагань допускаються студенти, що нині навчаються у закладах загальної середньої освіти, або закінчили виш не більше року тому.
- Всі спортсмени повинні бути громадянами країни, яку вони представляють.
- Учасники повинні бути старше 17-ти років, але молодше 28-ми років на 1 січня 2019 року (тобто допускаються тільки спортсмени, що народилися між 1 січня 1991 року та 31 грудня 2001 року).

## Календар
| ЦВ | Церемонія відкриття | ● | Кваліфікації | 2 | Фінали змагань | ЦЗ | Церемонія закриття |

| Липень  | 2 Вт | 3 Ср | 4 Чт | 5 Пт | 6 Сб | 7 Нд | 8 Пн | 9 Вт | 10 Ср | 11 Чт | 12 Пт | 13 Сб | 14 Нд | Змагання |
| ------- | ---- | ---- | ---- | ---- | ---- | ---- | ---- | ---- | ----- | ----- | ----- | ----- | ----- | -------- |
| Регбі-7 |      |      |      | ●    | ●    | 2    |      |      |       |       |       |       | ЦЗ    | 2        |

## Змагання серед чоловічих команд

### Груповий раунд
| Команда   | І | Про |
| --------- | - | --- |
| Аргентина | 0 | 0   |
| Румунія   | 0 | 0   |
| Росія     | 0 | 0   |
| ПАР       | 0 | 0   |

| Команда | І | Про |
| ------- | - | --- |
| Франція | 0 | 0   |
| Японія  | 0 | 0   |
| Італія  | 0 | 0   |
| Канада  | 0 | 0   |

## Змагання серед жіночих команд

### Груповий раунд
| Команда | І | Про |
| ------- | - | --- |
| Франція | 0 | 0   |
| Японія  | 0 | 0   |
| Італія  | 0 | 0   |
| Канада  | 0 | 0   |

| Команда   | І | Про |
| --------- | - | --- |
| Аргентина | 0 | 0   |
| Бельгія   | 0 | 0   |
| Росія     | 0 | 0   |
| ПАР       | 0 | 0   |

### Дисципліни
| Дисциплина        | Золото | Срібло  | Бронза  |
| ----------------- | ------ | ------- | ------- |
| Чоловічі змагання | Японія | ПАР     | Франція |
| Жіночі змагання   | Японія | Франція | Росія   |

## Медальний залік у регбі-7
| Місце | Країна  | Золото | Срібло | Бронза | Загалом |
| ----- | ------- | ------ | ------ | ------ | ------- |
| 1     | Японія  | 2      | 0      | 0      | 2       |
| 2     | Франція | 0      | 1      | 1      | 2       |
| 3     | ПАР     | 0      | 1      | 0      | 1       |
| 4     | Росія   | 0      | 0      | 1      | 1       |
| Всего | Всего   | 2      | 2      | 2      | 6       |